# Kaufmannia semenovii
Kaufmannia semenovii är en viveväxtart som först beskrevs av Herd., och fick sitt nu gällande namn av Eduard August von Regel. Kaufmannia semenovii ingår i släktet Kaufmannia och familjen viveväxter. Inga underarter finns listade i Catalogue of Life.